# 内モンゴル工業大学
内モンゴル工業大学（うちもんごるこうぎょうだいがく、内蒙古工业大学、ピンイン: nèimènggǔ gōngyè dàxué、英名: Inner Mongolia University of Technology）は、中華人民共和国内モンゴル自治区フフホト市にある大学。内モンゴル自治区が直轄する唯一の工業大学である。工業大学ではあるが、経済学部、法学部もあり、学生数は16,000人以上を擁す。学部では36の専攻分野、大学院の修士課程には19の専攻分野がある。

## 略史
- 1951年、前身である綏遠省高級工業学校が設立
- 1958年、清華大学などの支援により、中国機械工業省管轄の単科大学として創立
- 1983年、内モンゴル自治区管轄となる
- 1993年、総合大学に昇格し、名称を内モンゴル工業大学に変更

## 日本における協定校
- 阪南大学
- 明治大学
- 福井大学（工学部のみ、学部間協定）
- 三重大学（工学研究科のみ、学部間協定）